# Leandro Simioni
Leandro Simioni (ur. 29 września 1974) – brazylijski piłkarz występujący na pozycji napastnika.

## Kariera piłkarska
Od 1994 do 2010 roku występował w Portuguesa, XV de Novembro Piracicaba, Cercle Brugge, Sun Hei, Sai Kung, Yee Hope, Yokohama F. Marinos, EC Bahia, Santa Cruz, Rot-Weiß Oberhausen, Bandeirante, Bene Sachnin, Hapoel Beer Szewa i Maccabi Ironi Bat Yam.